# Herb gminy Janowiec

Herb gminy Janowiec do 2013 r.

Herb gminy Janowiec – jeden z symboli gminy Janowiec, ustanowiony 20 czerwca 2013.

## Wygląd i symbolika
Herb przedstawia na tarczy w polu czerwonym pomiędzy dwoma lampartami złotymi w takiż koronach wieża srebrna na wzgórzu złotym.